# Сардьё
Сардьё (фр. Sardieu) — коммуна во Франции, находится в регионе Рона — Альпы. Департамент коммуны — Изер. Входит в состав кантона Кот-Сент-Андре. Округ коммуны — Вьенн.
Код INSEE коммуны — 38473. Население коммуны на 1999 год составляло 600 человек. Населённый пункт находится на высоте от 322 до 358 метров над уровнем моря. Муниципалитет расположен на расстоянии около 450 км юго-восточнее Парижа, 55 км юго-восточнее Лиона и 45 км северо-западнее Гренобля. Мэр коммуны — M. Raymond Roux, мандат действует на протяжении 2001—2008 годов.
Динамика населения (INSEE):